# Trstena (Kosovska Kamenica)
Pour les articles homonymes, voir Trstena.
Tërstenë en albanais et Trstena en serbe latin (en serbe cyrillique : Трстена) est une localité du Kosovo située dans la commune/municipalité de Kamenicë/Kosovska Kamenica, district de Gjilan/Gnjilane (Kosovo) ou district de Kosovo-Pomoravlje (Serbie). Selon le recensement kosovar de 2011, elle compte 100 habitants.

## Démographie

### Évolution historique de la population dans la localité
| 1948 | 1953 | 1961 | 1971 | 1981 | 1991 | 2011 |
| ---- | ---- | ---- | ---- | ---- | ---- | ---- |
| 389  | 396  | 394  | 474  | 482  | 422  | 100  |

|  |

### Répartition de la population par nationalités (2011)
En 2011, les Albanais représentaient 99,00 % de la population.